# Вейбридж

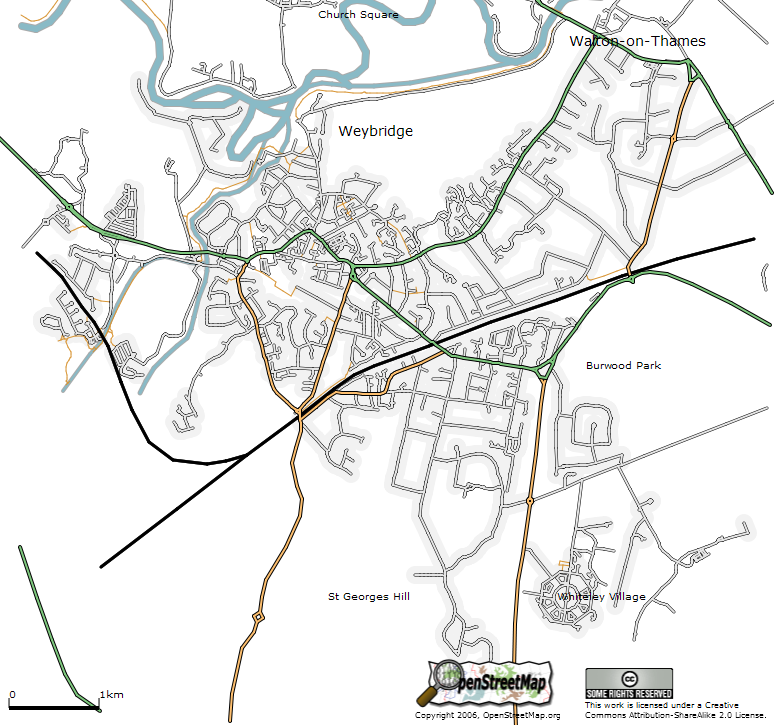
Карта міста Вейбрідж.

Ве́йбридж (англ. Weybridge) — невеличке місто у Англії. Розташоване у районі Елмбридж графства Суррей. Знаходиться у кількох десятках кілометрів на південний захід від Лондона, входить у конурбацію Великого Лондона.
Населення містечка становить 15499 людини (перепис 2011 року).
Назва міста походить від назви річки Вей, що є притокою річки Темзи.
У Вейбридж розташована штабквартира англійського представництва компанії Procter & Gamble.

## Історія
Вейбридж згадується у «Книзі Страшного суду» 1086 року. 1537 року неподалік від поселення було збудовано палац англійського короля Генріха VIII.
1838 року у місті з'явилася залізнична станція.
Англійський фантаст Герберт Уеллс у своєму романі «Війна світів» зробив Вейбридж місцем битви з марсіанами. 12-а глава роману так і називається «Що я побачив з руйнування Вейбриджа та Шеппертона» («Я стаю свідком руйнування Вейбриджа та Шеппертона» у перекладі Д. Паламарчука, 1977).

## Відомі люди

### Народились
- Жаклін Біссет (нар. 13 вересня 1944) — англійська акторка,
- Колін Девіс (нар. 25 вересня 1927 — пом. 14 квітня 2013) — англійська диригент,
- Джеймс Сомервілль (нар. 17 липня 1882 — пом. 19 березня 1949) — британський адмірал.

### Померли
- Перепеличний Олександр Володимирович (1968—2012) — російський бізнесмен українського походження, свідок у справі Магнітського.